# Wolfgang Krätschmer
Wolfgang Krätschmer (Berlino, 6 agosto 1942) è un fisico tedesco.
Krätschmer studiò fisica a Berlino. Dopo la laurea ("Diplom"), studiò al Max Planck Institute for Nuclear Physics a Heidelberg e vi conseguì il dottorato nel 1971 con una tesi sulle tracce rilevate artificialmente degli ioni pesanti accelerati nel quarzo. Durante la sua carriera, lavorò anche sui raggi cosmici degli ioni pesanti nei frammenti lunari, nonché sugli spettri infrarossi e UV delle polveri interstellari.
Insieme con Donald Huffman dalla University of Arizona ha sviluppato la procedura Krätschmer-Huffman per la sintesi del fullerene. Questa procedura fu utilizzata per scopi di ricerca chimica. Dal 1993 è professore onorario ("Honorarprofessor") presso l'Università di Heidelberg.

## Onorificenze
- 1992 - Stern-Gerlach Prize
- 1993 - Gottfried Wilhelm Leibniz Prize
- 1994 - Hewlett-Packard Europhysics Prize
- 2002 - Carl Friedrich Gauss Medai
- 2008 - Liebig-Denkmünze (Medaglia Liebig)
- 2008 - Dottorato onorario dall'Università di Basilea